# Velibor Jonić
Velibor Jonić (Krnjevo, 12. veljače 1892. — Beograd, 17. srpnja 1946.), bio je srpski političar. Po zanimanju je bio profesor. Zanimao se za politiku i povijest.

## Životopis
Rođen je 12. veljače 1892. godine u Krnjevu od oca Krste i majke Sofije Jonić. Sudionik Prvog svjetskog rata u đačkoj četi. Sa srpskom vojskom se povlačio kroz Albaniju. Poslije povlačenja saveznici iz Antante prebacili su ga u Englesku gdje se školovao do 1920. godine. Kao mlad ušao u Narodnu radikalnu stranku. Poslije povratka neko je vrijeme bio član Republikanske stranke, no ideološku ljevicu brzo je napustio. Bio je član i Zemljoradničke stranke do 1929. godine, suradnik pa član središnjeg odbora Narodne odbrane. Pristaša ujedinjenja s Bugarskom i federalnog uređenja Kraljevine SHS, pa je bio na izbornoj listi HSS. Djelo Oswalda Spenglera Propast Zapada utjecalo je na Jonićeve stavove.
Nakon uvođenja Šestosiječanjske diktature, početkom 1930-ih godina učlanio se u Jugoslavensku akciju, organizaciju koja je kritizirala liberalnu demokraciju i zagovarala autoritativni i korporativni sustav. U Akciji je bio izabran za glavnog tajnika.
Atentat na kralja Aleksandara u Marseillesu 9. listopada 1934. godine potaknulo je Jugoslavensku akciju pregovarati o ujedinjenju s još nekoliko srodnih skupina okupljenih oko listova "Zbor", "Otadžbina" i "Buđenje". Bio je jedan od potpisnika protokola o ujedinjenju, a imao je i vrlo aktivnu ulogu u pregovorima s Dimitrijem Ljotićem. Objedinjena organizacija Jugoslavenski narodni pokret Zbor osnovana je u Ljubljani na šestu godišnjicu uvođenja Šestosiječanjske diktature. Nešto kasnije formirano je stalno vodstvo Zbora u kojem su bili: predsjednik Dimitrije Ljotić, odvjetnik iz Smedereva, prvi potpredsjednik dr. Juraj Korenić, liječnik iz Zagreba, drugi potpredsjednik dr Fran Kondore, odvjetnik iz Ljubljane i glavni tajnik Velibor Jonić, profesor iz Beograda.
Zbor je na izborima 1935. godine prošao vrlo loše, s manje od 1 posto glasova. Zbog toga je Ljotić povezao Zbor s Hitlerovom Njemačkom. Treći Reich kanio je gospodarstveno vezati Jugoslaviju za Njemačku i da ne bude Jugoslavija gospodarstveno vezana za Francusku kao dotad. Zbog toga su u Kraljevini Jugoslaviji osnivali poduzeća i financirali Zbor radi zastupanja njemačkih interesa. Daljnja organizacija zboraškog pokreta osjetila je sukob Ljotića s predsjednikom vlade Milanom Stojadinovićem. Istaknuti članovi zbora bili su nezadovoljni lošim izbornim rezultatima pa su kritizirali Ljotića i odbijali slijepo podupirati njegove poteze, koji su im izgledali nerealni i ubitačni po daljnji razvitak pokreta. Prosinca 1937. godine Jonić je isključen iz vodstva Zbora. Na mjestu glavnog tajnika zamijenio ga je Milorad Mojić. Osim toga, Ljotićevom odlukom pred Vrhovni sud pokreta izvedeni su Jonić, Đorđe Perić i Danilo Gregorić. Vodstvo Zbora doživjet će unutarnje pomirenje tek tijekom rata. Jonić je u međudobi istupio iz Zbora i potom se povezao sa Stojadinovićem i od 1938. do 1939. godine bio je predavač princu Petru Karađorđeviću. Bavio se prevođenjem i izdavaštvom, a tijekom 1939. godine osnovao je izdavačko-prosvjetnu zadrugu „Iproz”. Povezao se Jonić sa Srpskim kulturnim klubom, gdje nije imao većeg utjecaja. Bio je član i dužnosnik Jugoslavensko-engleskog društva i predavao je njemački jezik na Vojnoj akademiji u Beogradu. Bio je oženjen i imao jedno dijete. Surađivao u zboraškom glasilu Otadžbina, veličajući Hitlera kako je zaustavio prodor komunizma u Europu.
Premda je bio germanofil i spreman sudjelovati u kolaboracionističkim ustanovama, Nijemcima nije bio prvi izbor. Za komesara za obrazovanje u Komesarskoj upravi prvo je postavljen Risto Jojić, a Jonić ga je naslijedio 10. srpnja 1941. godine. Autor je Apela srpskom narodu 1941. godine kojim se osuđuje partizanski ustanak u okupiranoj Srbiji i stanovništvo poziva na borbu protiv komunista i slušanje okupatora. Organizirao Zavoda za prisilni odgoj mladeži, logora u Smederevskoj Palanci za komunistički usmjerenu mladež. U vladi Milana Nedića bio je ministar prosvjete i vjera.
Krajem rata povukao se s Nedićem u Austriju odakle je izručen novim vlastima. Joniću je na Beogradskom procesu skupa s Mihailovićem, Mušickim i Jovanovićem i drugima. Suđeno mu je za izdaju i ratne zločine. Osuđen je za kolaboraciju, a kazna je izvršena strijeljanjem u Beogradu.

## Vanjske poveznice
- (srp.) Propaganda u okupiranoj Srbiji